# استویچکوف (بازیکن فوتبال اسپانیا)
استویچکوف (انگلیسی: Stoichkov؛ زادهٔ ۵ نوامبر ۱۹۹۳) بازیکن فوتبال اهل اسپانیا است.
از باشگاه‌هایی که در آن بازی کرده‌است می‌توان به باشگاه ورزشی رئال مایورکا اشاره کرد.